# Frankenia muscosa
Frankenia muscosa är en frankeniaväxtart som beskrevs av John McConnell Black. Frankenia muscosa ingår i släktet frankenior, och familjen frankeniaväxter. Inga underarter finns listade i Catalogue of Life.